# 이즈하라 중계국
이즈라하 중계국(厳原中継局)은 나가사키현 쓰시마시에 설치된 쓰시마시 내의 유일한 텔레비전 방송 및 FM 라디오 방송 중계국이다. 또한 대한민국의 부산광역시와 경상남도 일부 시군 지역에서도 방송 수신이 가능하지만 신호가 제대로 잡히는 경우도 물론 있다.

## 같이 보기
- 쓰시마시
- 방송국
  - 나가사키 방송
  - 나가사키 국제 TV
  - 나가사키 문화 방송
  - 쓰시마시 CATV (対馬市CATV)
  - NHK 나가사키 방송국
  - TV 나가사키
- 쓰시마 오메가국